# 金城均
金城 均（かねしろ ひとし、1982年7月11日 - ）は、NHKのアナウンサー。

## 来歴・人物
神奈川県大和市出身。攻玉社中学校・高等学校を経て、早稲田大学理工学部を卒業後、2005年（平成17年）4月に入局。
入局してから、主にスポーツ番組の実況などを中心に、現在も活躍しており、主に高校野球や、プロ野球、テニス大会、海外スポーツ実況が最も多くなっている。

## 現在の担当番組
- 山形県のニュース
- やままる（編集責任者）
- やままる845（編集責任者・不定期担当）
- おはようやまがた（編集責任者・不定期担当）
- やまコレ（編集責任者）
- アナウンスグループ統括
- 山形放送局の制作番組の編集責任者
- 番組統括業務
- 緊急報道（山形放送局発）
- 各種スポーツ中継

## 過去の担当番組
金沢放送局時代（2005年度 - 2008年度）
- 石川県のニュース・中継・リポート
- デジタル百万石（リポーター）

新潟放送局時代（2009年度 - 2012年度）
- 新潟県のニュース・中継・リポート
- 日本の伝統芸能「金春安明の能入門」「茂山七五三の狂言入門」（2010年度内4回放送[要出典]）
- 金よう夜きらっと新潟 話はずんで 水球の町 柏崎からの再出発 ～水球日本代表 青栁 勧さん～（インタビュー兼ナレーション・2010年12月17日[要出典]）
- 新潟ニュース610（キャスター・2011年4月 - 2013年3月19日[要出典]）
- 新潟ニュース845（キャスター・不定期）

京都放送局時代（2013年度 - 2016年度）
- ニュース610 京いちにち（キャスター・2014年4月 - 2017年3月31日）[3]
- 趣味どきっ! 茶の湯 裏千家 茶の湯を楽しむ（2016年8月1日 - 2016年9月19日・全8回[要出典]）
- 京都ニュース845（キャスター・不定期）

仙台放送局時代（2017年度 - 2019年度）
- 宮城県・東北地方のニュース
- おはよう宮城（キャスター）
- てれまさむね（リポーター）
- 東北ココから（不定期・ナレーション）

名古屋放送局時代（2020年度 - 2023年6月）
- 東海北陸のニュース
- ニュース845（キャスター・不定期）
- ニュースとやま845（2022年10月28日・富山放送局応援要員）
- FIFAワールドカップ2022 - スタジオ進行
  - デイリーハイライト（2022年11月26日 - 2022年11月27日）- 高階亜理沙とともに
  - グループH「韓国」対「ガーナ」（2022年11月28日）- 浅田春奈とともに
- 福井県のニュース（2023年1月7日 - 2023年1月9日・福井放送局応援要員）

山形放送局時代（2023年7月 - ）